# Géry
Géry település Franciaországban, Meuse megyében. Lakosainak száma 54 fő (2022. január 1.). Géry Érize-Saint-Dizier, Lavallée és Loisey községekkel határos.

## Népesség
A település népességének változása:
| Lakosok száma | 55   | 43   | 59   | 40   | 59   | 57   | 55   | 53   | 53   | 54   |
|               | 1968 | 1982 | 1990 | 2006 | 2013 | 2015 | 2017 | 2019 | 2020 | 2022 |